# Huaynaputina
O Huaynaputina (do quechua Waynaputina "novo vulcão") é um vulcão num planalto vulcânica no sul Peru. Parte da Zona Vulcânica Central do Cinturão Vulcânico Andino, é o produto da subducção da placa tectônica oceânica de Nazca sob a parte continental da placa tectônica sul-americana. Huaynaputina é uma grande cratera vulcânica, sem um perfil de montanha identificável, com um estratovulcão externo e três aberturas vulcânicas mais jovens. 
Durante o Holoceno, Huaynaputina entrou em erupção várias vezes, incluindo em 19 de fevereiro de 1600 - a maior já registrada na América do Sul. Testemunhada por pessoas na cidade de Arequipa, esta erupção atingiu 6 pontos no Índice de Explosividade Vulcânica e continuou com uma série de eventos em março. Seu impacto na região foi severo. Ele eliminou a vegetação, enterrou a área circundante com 2 metros (6,6 pés) de rocha vulcânica e danificou a infraestrutura e os recursos econômicos. A erupção teve efeitos significativos no clima da Terra; as temperaturas no hemisfério norte diminuíram e milhões de toneladas de ácido foram depositadas. Inundações, fomes e ondas de frio resultaram em vários lugares. A perturbação climática causou uma convulsão social em países tão distantes como a Rússia e pode ter desempenhado um papel no início da Pequena Idade do Gelo.
Huaynaputina não entra em erupção desde 1600. Existem fumarolas em seu anfiteatro, e nascentes de água quente ocorrem na região, algumas das quais foram associadas com Huaynaputina. O vulcão fica em uma região remota, onde há pouca atividade humana. Mesmo assim, cerca de 30 mil pessoas vivem no entorno, com mais 1 milhão na região metropolitana de Arequipa. Se uma erupção semelhante ao evento de 1600 ocorresse, provavelmente levaria a um alto número de mortes e causaria uma perturbação socioeconômica substancial. O Instituto Geofísico Peruano anunciou em 2017 que Huaynaputina seria monitorado pelo Observatório Vulcanológico do Sul.